# 에이프릴 (음악 그룹)
에이프릴(APRIL)은 대한민국의 6인조 걸 그룹으로, DSP 미디어 소속이었다. 그룹명이었던 에이프릴은 4월처럼 기분 좋은 따뜻함을 노래하는 가수가 되겠다는 뜻과 최상을 의미하는 알파벳 A와 사랑스러운 소녀를 의미하는 프릴(Pril)의 합성어인 최고의 사랑스러운 소녀들(April)이라는 뜻을 가지고 있다.

## 활동

### 데뷔 전
본디 카라 프로젝트의 멤버들로 데뷔를 준비했었다. 하지만 어찌된 일인지 카라 프로젝트 멤버들이 대거 이탈하고 소민과 채원만 남았으며 카라 프로젝트와는 아무 상관이 없는 진솔, 나은, 예나, 현주가 에이프릴의 데뷔조에 합류했다.
2015년 7월 20일부터 소민, 진솔, 나은, 채원, 예나, 현주 순으로 멤버를 하루에 한명씩 공개했고, 티저 공개 직후 나은을 제외한 5명의 멤버가 피키캐스트에 출연했다.
8월 5일과 8월 7일에 방송한 스타크래프트Ⅱ 글로벌 e스포츠 대회인 ‘핫식스 GSL 시즌3’에서 경기 시작 전 선수들을 안내하는 아이디콜을 맡았다. 이후, 8월 11일 첫 공개된 《에이프릴의 온에어프릴》이라는 제목의 자체 제작 리얼리티에 출연했고 8월 20일에는 아프리카TV에서 라이브 토크쇼를 가졌다.

### 2015년

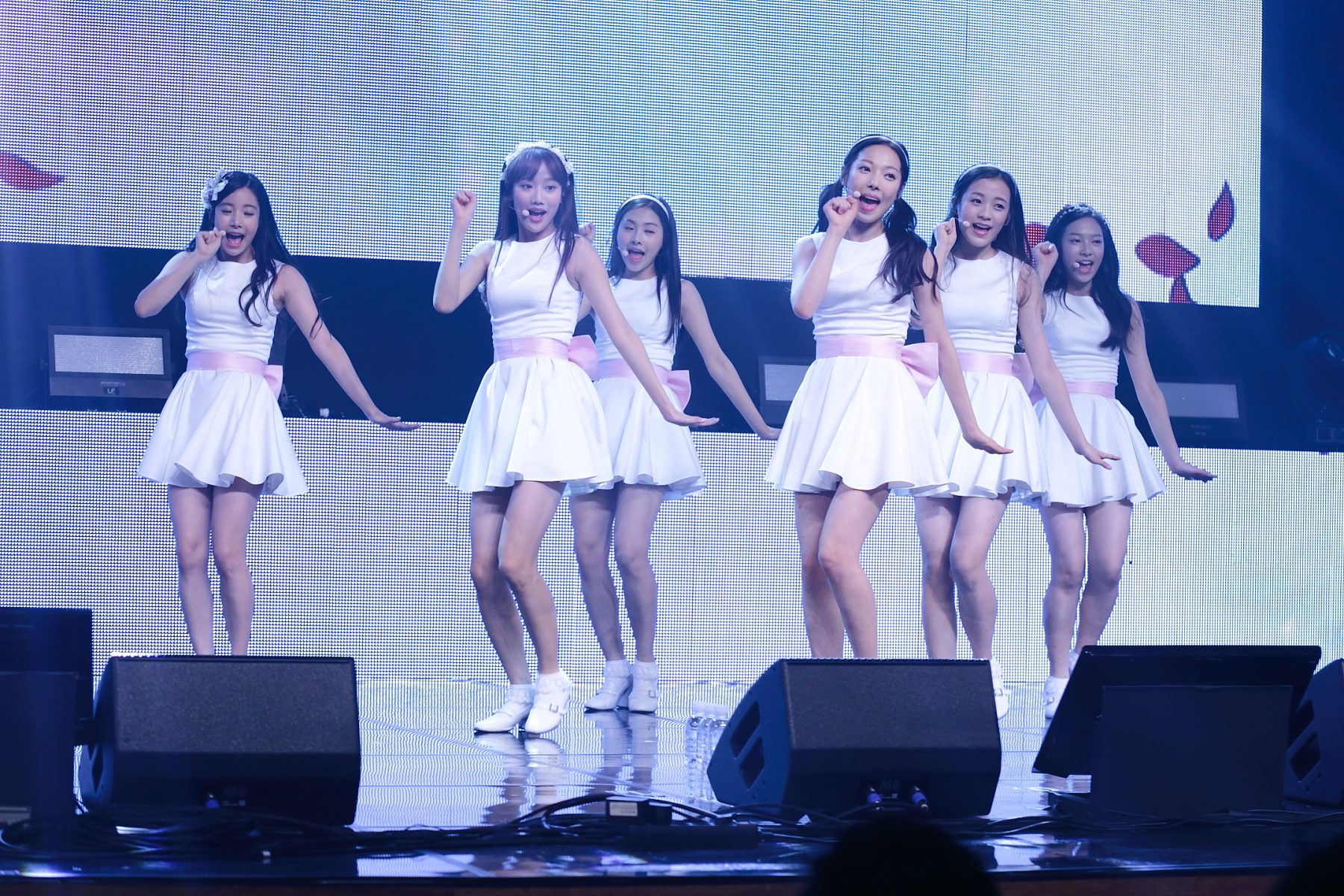
2015년 8월 24일 데뷔 쇼케이스에서 <꿈사탕>공연 중의 에이프릴

8월 24일 첫 번째 미니앨범 《Dreaming》의 발매와 함께 쇼케이스를 개최하고 본격적인 활동을 시작했다.
녹화일 기준으로 데뷔 쇼케이스 다음날 《주간아이돌》에 출연했다. 8월 25일 《더 쇼》에서 데뷔무대를 가졌으며 수록곡 〈knock knock〉과 타이틀곡 〈꿈사탕〉을 불렀다.
8월 26일 카라의 동생 그룹이라는 홍보로 일본에서도 타워레코드 월드 뮤직 음반 판매 차트에서 1위를 했다.
9월 1일 데뷔 1주일 만에 《더 쇼》 1위 후보에 올라서 3위를 했다. 데뷔 쇼케이스에서 음악방송 5위안에 들면 노량진을 찾아가 꿈을 위해 노력하는 분들에게 '꿈사탕'을 나눠드리겠다는 공약을 세운 바 있는데 3위를 차지한 뒤 해당 공약을 실천했다.
9월 6일 서울 용산구 동자동 '동자아트홀'에서 첫 팬사인회를 가졌으며, 9월 13일 '여의도 IFC몰 노스아트리움'에서 두 번째 팬사인회를 가졌다.
9월 15일 《더 쇼》 1위 후보에 올라 4위를 했고, 10월 3일 상암에서 《쇼! 음악중심》 막방 미니 팬미팅을 했다.
10월 26일부터 4주간 네이버 V앱 《에이프릴이 간다》에 출연 했다.
11월 9일 리더 전소민이 진로문제로 탈퇴함에 따라, 5인조로 팀을 재정비했다.

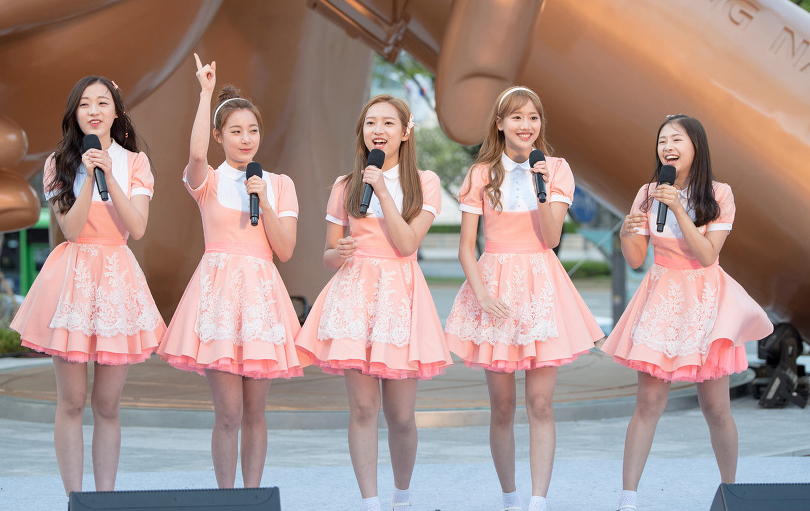
5인조로 재편한 에이프릴 (왼쪽부터 진솔, 현주, 예나, 나은, 채원)

11월 24일 오후 8시 네이버 V앱을 통해 컴백 기념 '에이프릴 보잉보잉 쇼'를 진행했다. 진행은 클릭비 멤버 강후, 김상혁이 맡았다.
11월 25일 첫 번째 싱글앨범 《Boing Boing》을 발매하였다.
12월 1일 데뷔 100일을 기념하여 미니팬미팅을 했다. 12월 5일부터 12월 20일까지 활동 기간 중 서울, 대전, 광주, 김포, 안양 등의 지역에서 총 8번의 팬사인회를 가졌다.
12월 21일 겨울 스페셜 앨범 《Snowman》을 발매하고 《아프리카TV》에서 최군의 진행으로 발매 기념 쇼케이스를 가졌으며, ‘Snowman’ 프로모션 기간 중 음악 방송이 아닌 오프라인 행사에 주력할 것임이 알려졌다. 이후 서울, 인천, 대전, 대구, 부산 등의 지역에서 팬사인회와 미니콘서트를 가졌다.

### 2016년

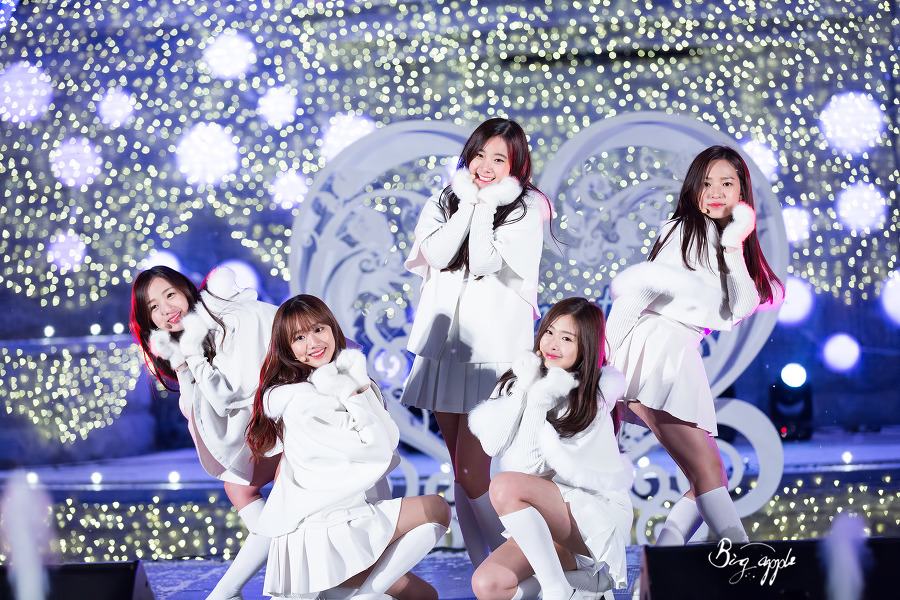
2016년 2월 14일 에버랜드 로맨틱 콘서트에서 공연 중인 에이프릴

2016년 2월 12일에 공식 카페를 통해 FINEAPPLE(파인에플)이 에이프릴의 팬클럽 명칭으로 채택되었다. 파인에플이라는 이름의 뜻은 '좋은'이라는 뜻의 Fine과 APRIL을 줄인 에플(Apple)의 합성어이다.
2월 18일 제22회 《대한민국 연예예술상》에서 신인상을 수상했다.
2월 27일 서울 '일지아트홀'에서 첫 팬미팅 '첫 번째 동화'를 가졌다. 곧이어, 3월 6일 일본 도쿄 '토요스PIT'에서 해외 첫 팬미팅을 가졌다. 카라 출신 멤버 허영지가 스페셜 MC를 맡았다.
컴백 기념으로 4월 20일부터 2주간 아프리카TV 《Daily APRIL》에 출연했다.
4월 27일 두 번째 미니앨범《Spring》을 발매했다. 타이틀 곡은 '팅커벨이다.
같은날 쇼케이스를 했다. 진행은 레인보우 출신 멤버 김지숙이 맡았다.
4월 30일 일본 타워레코드 일간음반판매 순위에서 2위를 차지했다.
5월 2일부터 6월 22일까지 케이블 채널 GTV 리얼리티 프로그램 《에이프릴의 My wish》에 출연했다. 5월 12일 DSP에서 현주가 건강 문제로 잠정 휴식하며 에이프릴은 당분간 4인 체제로 활동한다고 밝혔다.
5월 14일과 5월 15일 이틀간 서울에서 팬사인회를 열었으며, 5월 21일 인천에서도 팬사인회를 가졌다.
5월 24일 《더 쇼》 1위 후보에 올랐으나, 최종적으론 3위에 그쳤다. 이후  5월 31일 《더 쇼》 1위 후보에 오른 뒤 결과적으론 2위를 차지했다.
6월 4일 서울 월드컵 경기장에서 펼쳐지는 2016 드림콘서트에 출연해서 팅커벨 날개를 달고 공연 했으며 마스코트 사월이도 출연했다.
6월 11일 서울에서 팬사인회를 했으며, 6월 12일에는 수원에서 팬사인회를 했고, 8월 6일 대구에서 미니 라이브를 했다.
8월 21일 백암아트홀에서 데뷔 1주년 기념 단독 콘서트를 개최했으며,
윤채경이 멤버들과 호흡을 맞춰 무대를 채웠다.
9월 2일과 9월 3일에 대만 MTV의 대표 프로그램 ‘워 아이 어우썅’(IDOLS OF ASIA)과 ‘아시아 뮤직 스테이지’(ASIA MUSIC STAGE)에 출연했으며, 대만에서 발표하는 신곡 下雨天 (비오는 날)을 공개했다.
대만 가수 南拳妈妈(남권마마)가 2008년에 발표한 노래를 리메이크 한거다.
10월 15일 일본 도쿄 시나가와 스텔라 볼에서 단독 콘서트를 개최했고, 팬송 'Fine Thank You'의 일본어 버전을 공개했다.
10월 28일 제4회 대한민국 브랜드 대상에서 내일의 스타상을 수상했다.
10월 29일 멤버 현주가 팬카페에 자필 편지를 공개하며 팀을 탈퇴했다. 원래 가수와 배우 활동을 병행하려 했지만 심리적, 체력적으로 도저히 무리라고 판단해서 어릴 적부터 꿈이던 연기에만 전념하기로 결심했다고 밝혔다. 이후, 4인조로 팀을 재정비했다.

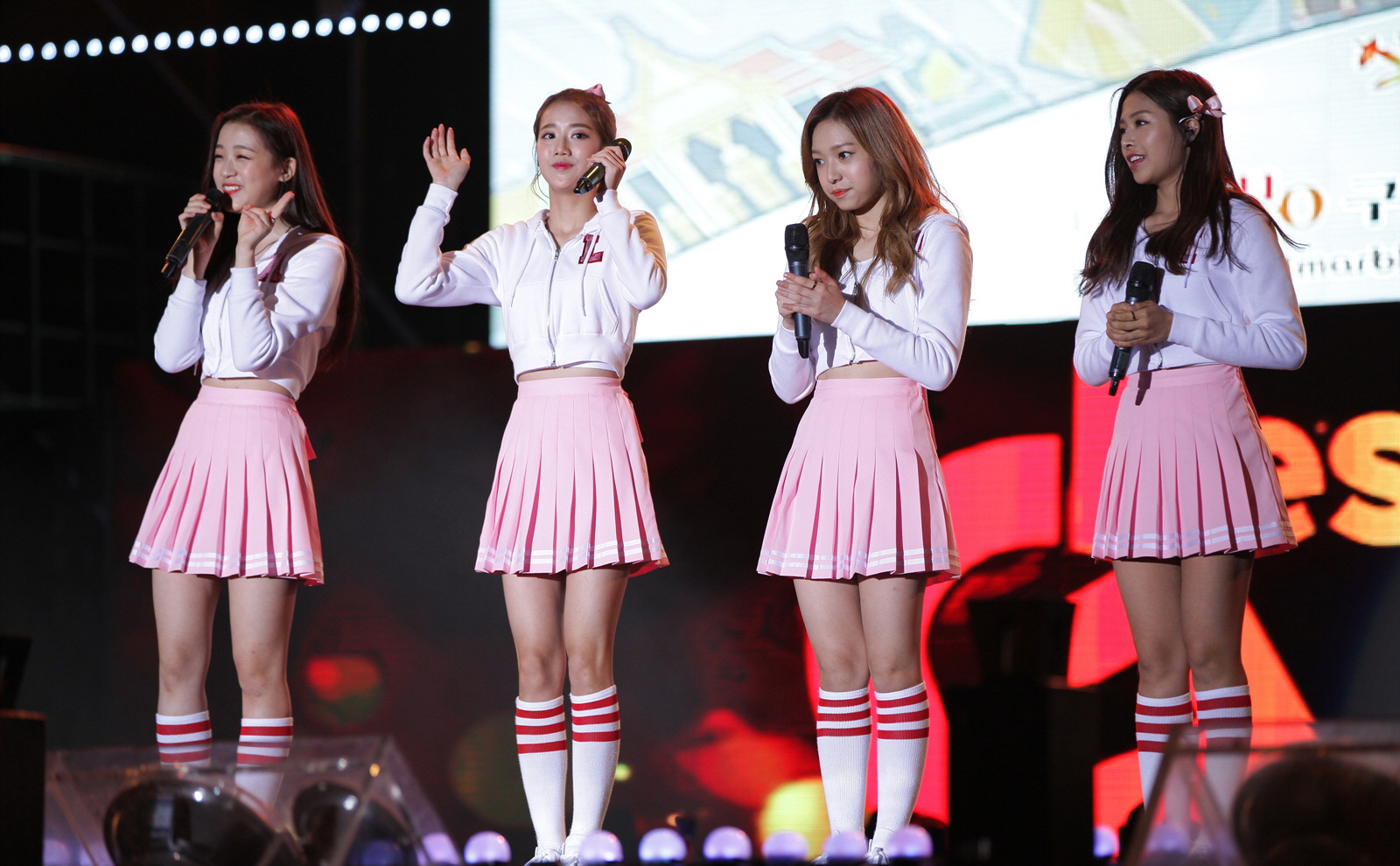
2016년 10월 1일 G 패스티벌 아시아 청소년 음악제에서 에이프릴

건강 문제로 에이프릴 탈퇴를 선언한 현주를 대신하여 2016년 11월 11일 채경을 에이프릴의 새 멤버로 영입한다고 발표됐다. 채경은 PRODUCE 101에서 비록 I.O.I에 선발되지 못했지만 나름대로 아이비아이에서 활약한 점이 인정되어 아이비아이 활동이 끝난후, 에이프릴에 영입되었다.
11월 24일 새로운 멤버 레이첼이 합류해서 6인조로 재편 했으며, 2017년 1월 컴백 예정임을 밝혔다.

### 2017년

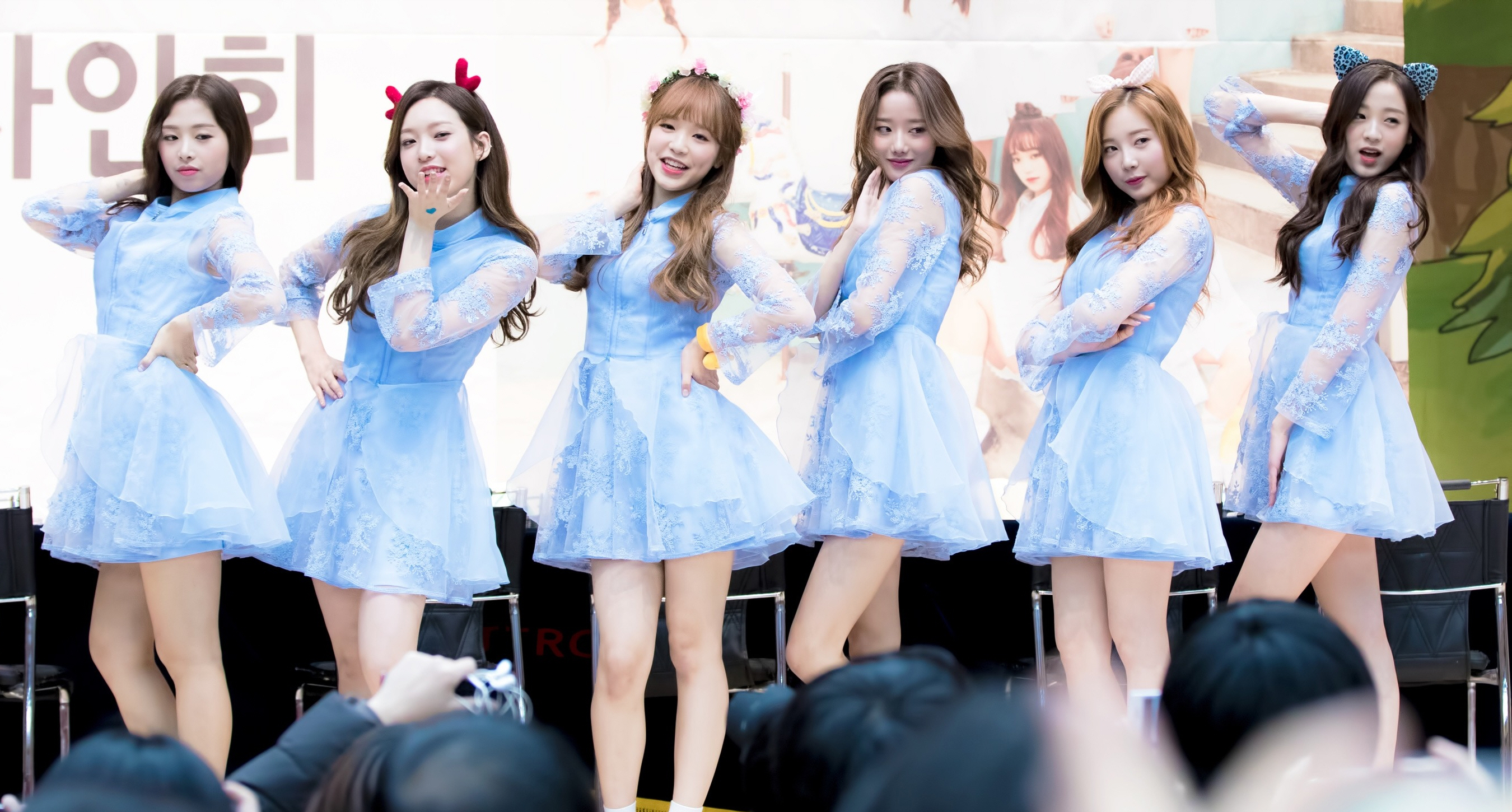
2017년 1월 15일 목동 팬싸인회장에서 에이프릴

2017년 1월 4일 세 번째 EP 앨범 《Prelude》를 공개했고, 컴백 쇼케이스를 개최했다. 레인보우 출신 멤버 김지숙이 사회를 맡았다.
1월 6일 《뮤직뱅크》에서 컴백 무대를 가졌다.
타이틀곡 〈봄의 나라 이야기〉 뮤직비디오가 공개 1주일만에 조회수 115만뷰를 돌파했으며,
중국 최대 동영상 플랫폼 유쿠(YOUKU) 사이트 내 원더케이 채널 1월 첫 째주 주간 뮤직비디오 차트에서도 1위를 차지했다.
2월 16일 《엠카운트다운》에서 신보 수록곡 WOW를 불렀다.
4월 4일부터 5월 2일까지 Mnet에서 방송하는 리얼리티 프로그램 《에IF릴》에 출연했다.
4월 4일《에IF릴》 첫 방송을 기념해 본방송 직후 컴백 전 깜짝 선물로 신곡 《따끔》을 선공개했다.
5월 29일 두 번째 싱글 앨범 《MAYDAY》로 컴백했다.
5월 30일 《더 쇼》에서 타이틀곡 〈MAYDAY〉 무대가 최초 공개되었고, 이후 7월 2일 《인기가요》에서 MAYDAY 마지막 방송을 가졌다.
9월 20일 네 번째 미니 앨범 《eternity》로 컴백을 했다. 타이틀곡은 〈손을 잡아줘〉이다. 이 날 쇼케이스를 열어 타이틀곡 무대를 최초공개하였고, 9월 21일 《엠카운트다운》에서 컴백무대를 가졌으며, 10월 24일 《더 쇼》에서 손을 잡아줘 마지막 방송을 했다.
11월 28일 제25회 《대한민국문화연예대상》에서 K-POP 가수상을 수상했다.
12월 9일 일본 도쿄 시나가와 인터 시티 홀에서 일본 두 번째 단독콘서트를 개최했으며,
12월 24일 한국에서 크리스마스 뮤직 토크쇼를 개최했다.

### 2018년

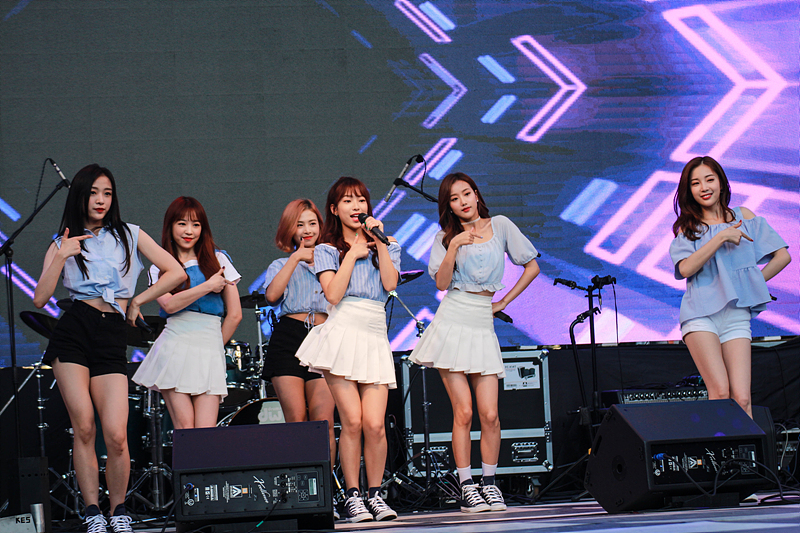
2018년 8월 31일 애경 뮤직 웨이브에서 에이프릴

3월 12일 다섯 번째 미니앨범 《The Blue》를 발매했다. 타이틀 곡은 〈파랑새〉이다.
레이첼을 제외한 멤버들은 본명에서 성을 뗀 이름으로 활동했으나 《The Blue》 앨범부터 DSP 전통대로 다시 성씨를 포함한 풀네임으로 활동을 시작했다. 이후 4월 8일 《인기가요》에서 파랑새 마지막 방송을 하였다.
4월 14일 에이프릴 미니콘서트 《The Blue Bird on April》를 개최했다.
에이프릴은 일본 No.1 음악 전문채널 MUSIC ON! TV와 계약을 맺었으며, 4월 21일 일본 현지 데뷔 쇼케이스를 시작으로 2주간의 프로모션을 진행했다. 4월 25일 일본 데뷔 앨범 싱글 1집 《TinkerBell》을 발매했고, 일본에서 정식으로 데뷔했다. 또한, 2018년 6월부터는 MUSIC ON! TV를 통해 에이프릴의 일본 현지에서 이야기를 담은 리얼리티 《에이프릴 통신》이 방송 되었다.

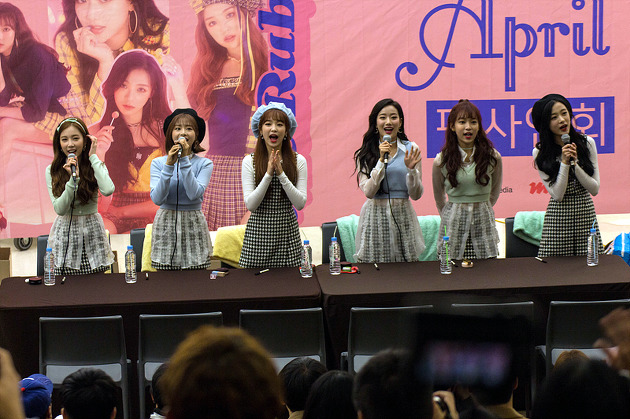
2018년 11월 11일 팬사인회에서 에이프릴

10월 16일 여섯 번째 미니앨범 《the Ruby》으로 컴백을 했다. 타이틀 곡은 〈예쁜 게 죄〉이다.
타이틀곡 뮤직비디오 2절 후렴 시작 부분부터 나오는 멤버들의 착용 의상은 전부 같은 기획사(소속사) 대선배인 이효리가 텐미닛 뮤직비디오에서 입었던 옷들과 동일했다.
10월 25일 《엠카운트다운》에서 이효리가 '텐미닛' 활동 당시  입었던 의상을 오마주했어요.

### 2019년
2019년 1월 10일 도쿄 'Zepp DiverCity'와 13일 오사카 'Zepp Namba'에서 각각 콘서트를 개최했으며, 1월 16일 일본 두 번째 싱글 《Oh-e-Oh》를 발매했다.
12월 30일 2019 MBC 연기대상 특별무대에서 어쩌다 발견한 하루 OST 'Feeling'을 불렀으며 노래 중간에 주인공 로운, 정건주, 이재욱이 깜짝 등장해 배우들에게 딸기 꽃다발을 나눠주는 퍼포먼스를 펼쳤다.
2019년 한 해는 국내 컴백 없이 멤버들이 개인 활동만 했다.

### 2020년

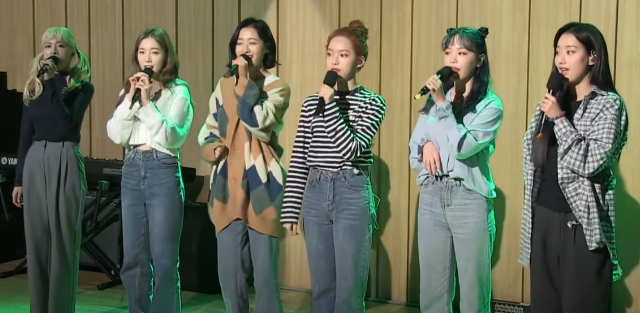
2020년 4월 23일 《컬투쇼》에 출연한 에이프릴

에이프릴이 참여한 KB 국민카드의 나라 사랑카드 캠페인 곡인 《나랑 사랑해!》 뮤직비디오가 2020년 4월 1일 유튜브를 통해 공개되었다.
4월 11일 'KT 라이브 K 콘서트'에서 일곱 번째 미니앨범 《Da Capo》의 수록곡 "인형"을 선공개했다. 음반은 4월 22일에 발매되었으며, 타이틀 곡은 〈LALALILALA〉이다. 4월 23일 《엠카운트다운》에서 컴백 무대를 최초공개되었다.
4월 27일 정오에 《나랑 사랑해!》 음원이 공개되었다.
7월 29일 섬머 스페셜 싱글 《Hello Summer》로 컴백했다. 타이틀 곡은 〈Now or Never〉으로 컴백 당일에 방영한 《주간 아이돌》에서 최초로 공개되었다.
7월 30일 《엠카운트다운》에서 수록곡 〈PARADISE〉를 최초 공개했다. 데뷔부터 이 음반까지 에이프릴은 음악 방송 1위 경력이 단 한 번도 없다.

### 2021년
이현주 사건으로 인해 에이프릴은 치명적인 악영향을 받았으며 이로 인해 장기 활동중단에 들어갔다. 멤버들 중 방송에 출연하는 사람은 윤채경이 유일하다.

### 2022년
1월 28일 오랜 상의 끝에 해체하였다.

## 논란

### 집단괴롭힘 논란
2021년 2월 28일, 멤버 이현주의 남동생은 온라인 커뮤니티 네이트판에 이현주가 그룹 내에서 심한 따돌림과 왕따를 당해왔다고 주장했다. 소속사인 DSP미디어는 여러 차례 입장문을 내 이것이 사실무근이라고 주장하고, 허위 사실을 유포한 사례를 형사 고소 진행했다고 발표했다. 이 때 멤버 이나은과 이진솔이 주동자로 지목되었고, 출연한 광고들 중 상당수가 비공개 전환 또는 삭제되었다. 이후 방송 고정 출연 역시 하차 처리되었으며 에이프릴 멤버들이 촬영한 영화 역시 재촬영을 고려중이다. 이후 시간이 흘러 사건에 대한 이현주 측 주장의 모순점들이 조명되었고 사건논란 확산에 결정적 역할을 했던 네이트판 폭로 게시글 작성자 중 하나가 글을 삭제해버리는 일이 일어났다. 이를 계기로 이후 현재까지 유튜브와 인스타그램 등 이현주의 개인 SNS에서 이에 대해 해명할 것과 괴롭힘에 대한 객관적인 증거를 제시하라는 움직임들이 이어지고 있으며 이는 에이프릴 해체 후에도 진행형이다.
이 여파로 인해 윤채경 혼자만 정상적인 방송활동을 이어나가게 되었으며 나머지 멤버들은 방송활동에 난항을 겪고 있다.

## 이전 구성원
| 이름   | 소개 |
| ------ | --- |
| 윤채경 | - 이름 : 윤채경 - 생년월일 : 1996년 7월 7일(29세) - 출생지 : 대한민국 인천광역시 남동구 - 학력 : 성신여자대학교 미디어영상연기학과 (재학) - 활동기간 : 2016년 10월 29일 ~ 2022년 1월 28일      |
| 김채원 | - 이름 : 김채원 - 생년월일 : 1997년 11월 8일(27세) - 출생지 : 대한민국 충청남도 공주시 - 학력 : 성신여자대학교 현대실용음악학과 (재학) - 활동기간 : 2015년 8월 24일 ~ 2022년 1월 28일          |
| 이나은 | - 이름 : 이나은 - 생년월일 : 1999년 5월 5일(26세) - 출생지 : 대한민국 충청북도 청주시 상당구 - 학력 : 서울공연예술고등학교 연기예술과 (졸업) - 활동기간 : 2015년 8월 24일 ~ 2022년 1월 28일    |
| 양예나 | - 이름 : 양예나 - 생년월일 : 2000년 5월 22일(25세) - 출생지 : 대한민국 대구광역시 동구 지묘동 - 학력 : 서울공연예술고등학교 연극영화과 (졸업) - 활동기간 : 2015년 8월 24일 ~ 2022년 1월 28일   |
| 레이첼 | - 본명 : 성나연 - 생년월일 : 2000년 8월 28일(24세) - 출생지 : 대한민국 서울특별시 강남구 대치동 - 학력 : 서울공연예술고등학교 실용무용과 (졸업) - 활동기간 : 2015년 11월 9일 ~ 2022년 1월 28일 |
| 이진솔 | - 이름 : 이진솔 - 생년월일 : 2001년 12월 4일(23세) - 출생지 : 대한민국 경상북도 안동시 - 학력 : 서울공연예술고등학교 실용음악과 (졸업) - 활동기간 : 2015년 8월 24일 ~ 2022년 1월 28일          |
| 전소민 | - 이름 : 전소민 (全昭珉) - 생년월일 : 1996년 8월 22일(28세) - 출생지 : 대한민국 서울특별시 동작구 상도동 - 학력 : 서경대학교 실용음악과 (휴학) - 활동기간 : 2015년 8월 24일 ~ 2015년 11월 9일  |
| 이현주 | - 이름: 이현주 (李玹珠) - 생년월일 : 1998년 2월 5일(27세) - 출생지 : 대한민국 서울특별시 - 학력 : 성신여자대학교 미디어영상연기학과 (재학) - 활동기간 : 2015년 8월 24일 ~ 2016년 10월 29일     |

### 멤버 변천사
| 멤버   | 2015년 | 2015년 | 2016년 | 2016년 | 2017년 | 해체 |
| 멤버   | 8월    | 11월   | 5월    | 10월   | 1월    | 해체 |
| ------ | ------ | ------ | ------ | ------ | ------ | ---- |
| 전소민 |        |        |        |        |        |      |
| 이현주 |        |        |        | [ 61 ] |        |      |
| 김채원 |        |        |        |        |        |      |
| 이나은 |        |        |        |        |        |      |
| 양예나 |        |        |        |        |        |      |
| 이진솔 |        |        |        |        |        |      |
| 윤채경 |        |        |        |        |        |      |
| 성나연 |        |        |        |        |        |      |

## 수상 경력
| 연도 | 수상 내역 |
| ---- | --- |
| 2016 | - 2월 18일 제22회 대한민국 연예예술상 신인상 - 10월 28일 제4회 대한민국 브랜드 대상 내일의 스타상                        |
| 2017 | - 11월 28일 제25회 대한민국 문화연예대상 K-POP 가수상                                                                    |
| 2018 | - 11월 28일 제26회 대한민국 문화연예대상 K-POP 가수상                                                                    |
| 2020 | - 10월 12일 올해의 브랜드 대상 여자아이돌부문 올해의 라이징 스타상 - 11월 27일 제28회 대한민국 문화연예대상 K-POP 가수상 |

## 콘서트

### 단독 콘서트
| 공연명                                                                  | 날짜             | 도시   | 국가     | 장소                     |
| ----------------------------------------------------------------------- | ---------------- | ------ | -------- | ------------------------ |
| APRIL 1st CONCERT 「DREAM LAND」                                        | 2016년 8월 21일  | 서울   | 대한민국 | 백암아트홀               |
| APRIL FIRST LIVE CONCERT IN JAPAN 2016「DREAM LAND」                    | 2016년 10월 15일 | 도쿄   | 일본     | 시나가와 스텔라 볼       |
| APRIL 2nd LIVE CONCERT IN JAPAN 2017「DREAM LAND」 (부제: Take My Hand) | 2017년 12월 9일  | 도쿄   | 일본     | 시나가와 인터 시티 홀    |
| 2017 SPECIAL CHRISTMAS APRIL EVE                                        | 2017년 12월 24일 | 고양시 | 대한민국 | 롯데백화점 일산점 문화홀 |
| The Blue Bird On April                                                  | 2018년 4월 14일  | 서울   | 대한민국 | 신세계 메사홀            |
| April HAPPY NEW YEAR 2019 ~DREAM LAND~                                  | 2019년 1월 10일  | 도쿄   | 일본     | Zepp DiverCity           |
| April HAPPY NEW YEAR 2019 ~DREAM LAND~                                  | 2019년 1월 13일  | 오사카 | 일본     | Zepp Namba               |

### 공연
| 제목                                           | 날짜             | 도시     | 국가     | 장소                              |
| ---------------------------------------------- | ---------------- | -------- | -------- | --------------------------------- |
| 2015 한류 드림 콘서트                          | 2015년 9월 20일  | 경주     | 대한민국 | 경주시민운동장                    |
| 2015 한류 관광 콘서트                          | 2015년 10월 17일 | 인천     | 대한민국 | 인천문학월드컵경기장              |
| 후레쉬 콘서트                                  | 2015년 12월 6일  | 서울     | 대한민국 | 롯데월드 어드벤처 가든 스테이지   |
| 후레쉬 콘서트                                  | 2016년 1월 3일   | 서울     | 대한민국 | 롯데월드 어드벤처 가든 스테이지   |
| 발렌타인데이 로맨틱 콘서트                     | 2016년 2월 14일  | 용인     | 대한민국 | 에버랜드 장미성 특설무대          |
| 2016 드림 콘서트                               | 2016년 6월 4일   | 서울     | 대한민국 | 서울월드컵경기장                  |
| SUWON K-POP SUPER CONCERT                      | 2016년 6월 17일  | 수원     | 대한민국 | 수원월드컵경기장 특설무대         |
| 2016 바다로 세계로 더 블루 콘서트              | 2016년 7월 28일  | 거제     | 대한민국 | 거제종합운동장                    |
| ASIA MUSIC STAGE 최강음                        | 2016년 9월 3일   | 타이베이 | 중화민국 | SET                               |
| 피플 게이트 뮤직 토크쇼                        | 2016년 10월 1일  | 서울     | 대한민국 | 광화문 아트홀                     |
| Rising star Dreaming Concert                   | 2017년 1월 8일   | 서울     | 대한민국 | 롯데월드 가든 스테이지            |
| 2017 드림 콘서트                               | 2017년 6월 3일   | 서울     | 대한민국 | 서울월드컵경기장                  |
| 팬덤스쿨 2017 코리아 뮤직 페스티벌             | 2017년 9월 30일  | 서울     | 대한민국 | 고척스카이돔                      |
| 2017 서울나눔천사 페스티벌                     | 2017년 10월 20일 | 서울     | 대한민국 | 서울시청 서울광장                 |
| 부산 원아시아 페스티벌                         | 2017년 10월 24일 | 부산     | 대한민국 | 부산 BOF LAND(해운대 구남로)      |
| 제54회 무역의 날 기념 K-pop 콘서트             | 2017년 12월 5일  | 서울     | 대한민국 | 코엑스 동측 광장                  |
| 러브 FM 평창 올림픽 성공 개최 기원 강릉 콘서트 | 2017년 12월 16일 | 강릉시   | 대한민국 | 강릉원주대학교 해람문화관         |
| 대한민국 아리랑 대축제 A-Pop Concert           | 2018년 2월 4일   | 정선군   | 대한민국 | 정선 종합경기장 실내체육관        |
| K-POP World Festa                              | 2018년 2월 24일  | 강릉     | 대한민국 | 강릉원주대학교 강릉캠퍼스 운동장  |
| 코엑스 케이팝콘 코엑스                         | 2018년 3월 2일   | 서울     | 대한민국 | 코엑스                            |
| 아리랑 TV Simply K-POP 평화 콘서트             | 2018년 5월 6일   | 정림리   | 대한민국 | 강원도 양구 레포츠 공원           |
| 서울 아레나 뮤직 페스티벌                      | 2018년 8월 10일  | 서울     | 대한민국 | 다락원 체육공원                   |
| 부산 원아시아 페스티벌                         | 2018년 10월 28일 | 부산     | 대한민국 | 부산아시아드 주경기장             |
| 아듀~2018 평화이음 토요콘서트                  | 2018년 12월 15일 | 양구군   | 대한민국 | 피스하우스                        |
| 3·1운동 100주년 One K 콘서트                   | 2019년 3월 1일   | 서울     | 대한민국 | 여의도 국회의사당 앞 잔디마당     |
| 2019 K-POP Friendship Concert in Manlia        | 2019년 3월 7일   | 마닐라   | 필리핀   | MOA Arena                         |
| 2019 K-POP Friendship Concert in Yangon        | 2019년 3월 16일  | 양곤     | 미얀마   | The One Entertainment Park Indoor |
| G마켓 스마일클럽 콘서트                        | 2020년 1월 4일   | 서울     | 대한민국 | 잠실 올림픽 체조경기장            |
| KT 라이브 K 콘서트                             | 2020년 4월 11일  | 서울     | 대한민국 | YES24 라이브홀                    |